# Rzęsorek kaukaski
Rzęsorek kaukaski (Neomys teres) – gatunek ssaka owadożernego z rodzaju Neomys, spotykany na Kaukazie.

## Występowanie
Występuje głównie w Europie Wschodniej, w tym na Kaukazie. Jest to ryjówka wodna, która żywi się rybami, młodymi żabami, skorupiakami, owadami i innymi bezkręgowcami.

## Wygląd
Rzęsorek kaukaski jest dość dużym rzęsorkiem, osiągającym długość około 12–15 cm, włącznie z ogonem. Ma grubą, szorstką sierść i jest dobrze przystosowany do życia w wodzie, z długimi i silnymi nogami, które pomagają mu pływać, oraz z grubymi, nasadzonymi włosami uszami, które utrzymują go na powierzchni wody.
Od innych gatunków rzęsorków różni się głównie morfologią prącia. Tak więc trzon penisa jest dłuższy niż u pozostałych (10,8 do 14,6 mm w porównaniu do 7,0 – 8,0 mm u rzęsorek mniejszego i 7,5 – 8,5 mm u rzęsorka rzeczka). Jest gęsto pokryty zrogowaciałymi kolcami. Żołądź jest spiczasta, u innych gatunków zaś tępo zakończona.

## Systematyka
Opisano podgatunki:
- Neomys teres balkaricus, Ognev, 1926 – Przedkaukazie, rejon Terek
- Neomys teres leptodactylus, Satunin, 1914 – Turcja, Zakaukazie
- Neomys teres schelkounikovi, Satunin, 1913 – Wielki Kaukaz
- Neomys teres teres, G. S. Miller, 1908 – Turcja, Iran, Kaukaz

## Ochrona
Rzęsorek kaukaski jest dość rzadkim gatunkiem i jest objęty ochroną, ze względu na zmiany w jego siedlisku, takie jak zmiany w krajobrazie i eutrofizacja wód. Niemniej jednak jego populacja jest stabilna i nie jest uważana za zagrożoną wyginięciem.